# George Washington Carver
George Washington Carver (ur. 12 lipca 1864 w Diamond, zm. 5 stycznia 1943 w Tuskegee, Alabama) – amerykański botanik, wynalazca oraz agronom.
Wykładał na Iowa State University.
Chcąc poprawić sytuację ekonomiczną południowej części Stanów Zjednoczonych opracował wiele nowych sposobów zastosowania orzechów ziemnych, soi, orzechów pekana czy słodkiego ziemniaka. Lista jego wynalazków jest bardzo długa – ponad 300 nowych produktów z orzecha ziemnego, 118 ze słodkiego ziemniaka, wiele kosmetyków, kremów i różnych olejów z soi. Za swoje odkrycie w roku 1939 został odznaczony medalem przyznanym przez Uniwersytet Roosevelta.